# کارستن بورکگروینک
کارستِن بورکگرِوینک (به نروژی: Carsten Egeberg Borchgrevink؛‏ تلفظ لاتین: /karstεn bɔrkgrevink/) (۱ دسامبر ۱۸۶۴ – ۲۱ آوریل ۱۹۳۴) جنگل‌بان، نقشه‌بردار، ناظم مدرسه و مکتشف اهل نروژ با تبارِ انگلیسی بود. او از کاشفان قطب جنوب بود.